# Гнатенко Віталій Вікторович
Віта́лій Ві́кторович Гнате́нко — старшина Збройних сил України, учасник російсько-української війни.

## З життєпису
Одружений, проживав у Донецьку. Після початку війни — доброволець, 80-та бригада.
Командир взводу матеріального забезпечення. Доводилося заправляти бойові машини під обстрілами «Градів», 5 разів був у Донецькому аеропорту окремо, також у складі колон, транспортував поранених. 20 січня 2015-го під час вибуху поранений вибуховою хвилею — в Пісках потрапив під обстріл «Градами», лікувався.

## Нагороди
За особисту мужність і високий професіоналізм, виявлені у захисті державного суверенітету та територіальної цілісності України, вірність військовій присязі, відзначений — нагороджений
- орденом «За мужність» III ступеня (31.7.2015).